# Tour de France Automobile 1972
Tour de France Automobile 1972 (17. Tour de France Automobile) – 17. edycja rajdu samochodowego Tour de France Automobilen rozgrywanego we Francji. Rozgrywany był od 14 do 24 września 1972 roku. Była to szesnasta runda Rajdowych Mistrzostw Europy w roku 1972.

## Klasyfikacja rajdu
| Miejsce                                          | Kierowca                                         | Pilot                                            | Samochód                                         | Czas                                             | Strata                                           |                                                  |
| Klasyfikacja generalna, ERC i mistrzostw Francji | Klasyfikacja generalna, ERC i mistrzostw Francji | Klasyfikacja generalna, ERC i mistrzostw Francji | Klasyfikacja generalna, ERC i mistrzostw Francji | Klasyfikacja generalna, ERC i mistrzostw Francji | Klasyfikacja generalna, ERC i mistrzostw Francji | Klasyfikacja generalna, ERC i mistrzostw Francji |
| ------------------------------------------------ | ------------------------------------------------ | ------------------------------------------------ | ------------------------------------------------ | ------------------------------------------------ | ------------------------------------------------ | ------------------------------------------------ |
| 1.                                               | Jean-Claude Andruet                              | Michèle Espinosi-Petit                           | Ferrari 365 GTB/4 Daytona                        | 3:04:03.2                                        | 0.0                                              |                                                  |
| 2.                                               | Daniel Rouveyran                                 | François Migault                                 | Ferrari 365 GTB/4 Daytona                        | 3:07:41.7                                        | +3:38.5                                          |                                                  |
| 3.                                               | Jean Vinatier                                    | Pierre Thimonier                                 | Ford Capri 2600                                  | 3:08:31.6                                        | +4:28.4                                          |                                                  |
| 4.                                               | Jean-François Piot                               | Michel Vial                                      | Porsche 911 S 2.4                                | 3:16:06.8                                        | +12:03.6                                         |                                                  |
| 5.                                               | Marie-Claude Beaumont                            | Christine Giganot                                | Chevrolet Corvette                               | 3:16:06.8                                        | +12:03.6                                         |                                                  |
| 6.                                               | Raymond Touroul                                  | Pierre Lafont                                    | Porsche 911 S 2.4                                | 3:17:04.2                                        | +13:01.0                                         |                                                  |
| 7.                                               | Henri Balas                                      | François-Xavier Boucher                          | Porsche 911 S 2.2                                | 3:17:24.2                                        | +13:21.0                                         |                                                  |
| 8.                                               | Henri Greder                                     | Christian Delferier                              | Opel Commodore                                   | 3:21:06.0                                        | +17:02.8                                         |                                                  |
| 9.                                               | Dominique Thiry                                  | Robert Wilz                                      | Porsche 911 S 2.2                                | 3:23:14.3                                        | +19:11.1                                         |                                                  |
| 10.                                              | Jean Ragnotti                                    | Jacques Jaubert                                  | Chevrolet Camaro Z28                             | 3:24:22.1                                        | +20:18.9                                         |                                                  |